# Cron
cron jest opartym na czasie programem do harmonogramowania zadań w systemach operacyjnych z rodziny Unixa. Może zostać wykorzystany do uruchamiania zadań (programów, komend, skryptów) o określonych godzinach, datach albo regularnie zgodnie z określonym interwałem.

## Zasada działania
cron przegląda /var/spool/cron/crontabs w poszukiwaniu plików-tabel (crontab), o nazwach zgodnych z istniejącymi kontami systemowymi. Znalezione tabele ładuje do pamięci. Cron ładuje również plik konfiguracyjny /etc/crontab (który jest w nieco innym formacie niż pozostałe tabele).
W pliku /etc/crontab wpisane są dodatkowe reguły, które uruchamiają zadania cogodzinowe, codzienne, cotygodniowe i comiesięczne. Zadania te wpisywane są w postaci skryptów do katalogów: /etc/cron.hourly, /etc/cron.daily, /etc/cron.weekly, /etc/cron.monthly.
Następnie cron budzi się co minutę, sprawdzając wszystkie załadowane tabele, czy przypadkiem jakaś komenda w tej minucie nie powinna być wywołana. Podczas wywoływania komend, ich wyjście (oraz standardowy strumień błędów) jest przesyłane pocztą elektroniczną do właściciela tabeli.
Dodatkowo, cron co minutę sprawdza, czy czas modyfikacji katalogu /var/spool/cron/crontabs (lub czas modyfikacji /etc/crontab) był zmieniony, a jeśli tak, to cron sprawdzi czasy modyfikacji tabel i przeładuje wszystkie te, które były ostatnio zmienione. Dzięki temu nie jest konieczne restartowanie demona po wprowadzeniu zmian w plikach.
W plikach-tabelach zadania do wykonania opisywane są przez sześć pól oddzielonych spacją lub tabulatorem. Pierwsze pięć pól służy określeniu czasu, natomiast ostatnie pole to polecenie do wykonania. Kolejne pola czasu określają: minuty, godziny, dni, miesiące, dni tygodnia. Zapis:
* * * * * polecenie
oznacza polecenie wykonywane co minutę. Zapis:
5 4,22 */2 * 1-5 polecenie
oznacza polecenie wykonywane w 5. minucie 4. i 22. godziny w każdy dzień parzysty jeśli ten dzień nie jest sobotą lub niedzielą.
Najpopularniejszymi odmianami demona cron są Vixie cron i fcron.